# Kepler-17
Kepler-17 es una estrella enana amarilla de secuencia principal que es mucho más activa que nuestro Sol, con manchas estelares que cubren aproximadamente el 6% de su superficie. Las manchas estelares son de larga duración, y al menos una persiste durante 1400 días.

## Sistema planetario
Se sabe que Kepler-17 alberga un exoplaneta superjoviano, Kepler-17b, en órbita a su alrededor. Fue descubierto mediante el método de tránsito en 2011.
| Planeta | Masa             | Semieje mayor (UA) | Periodo orbital (días) | Excentricidad | Inclinación   | Radio |
| ------- | ---------------- | ------------------ | ---------------------- | ------------- | ------------- | ----- |
| b       | ~2.45 ± 0.014 MJ | 0.02591 ± 0.00037  | 1.4857108 ± 2e-07      | <0.011        | 87.2 ± 0.15 ° | ?     |